# Мегле
„Мегле“ (на немски: Meggle) е германска компания, специализирана в производството на млечни продукти, като сирене, краве масло, сметана и др. Тя е сред водещите производители в Европа и по света. Основана е през 1887 г. Седалището на компанията е разположено в град Васербург на Ин, провинция Бавария. Към 2022 г. компанията разполага с 2485 служители.

## История
През 1882 г. Йозеф Антон Мегле създава мандра във Васербург на Ин. През 1886 г. в Дрезден е открит магазин за продажба на сирене, но скоро след това компанията фалира поради лоша спекулация от брата на Йозеф Мегле.
На 18 март 1887 г. Йозеф Антон започва наново и основава мандра за сирене във фермата Гук в Ател. Това се счита за датата на основаване на компанията.